# 烏利亞尼夫卡 (羅馬尼夫區)
50°12′56″N 27°47′41″E / 50.21556°N 27.79472°E
烏利亞尼夫卡（烏克蘭語：Улянівка），是烏克蘭北部的村莊，隸屬日托米爾州的日托米爾區。該村始建於1870年，面積41.6平方公里，海拔高度231米，2001年人口139。